# Oldebroek
Oldebroek este o comună și o localitate în provincia Gelderland, Țările de Jos. 

## Localități componente
Bovenveen, Eekt, Hattemerbroek, Kerkdorp, 't Loo, Mullegen, Noordeinde, Oldebroek, Oosterwolde, Posthoorn, Voskuil, Wezep.